# Comandanți de brigăzi din Armata României (1916-1918)
Pe timpul Primului Război Mondial brigăzile erau mari unități formate de regulă din două regimente, din aceeași armă sau din arme diferite. Conform prevederilor legale ale epocii, aceste mari unități trebuiau comandate de generali de brigadă sau colonei.

## Brigăzi de infanterie

### Unități existente pe toată perioada războiului
Infanterie
| Unitatea              | Comandant la 14/27 august 1916               | Comandant la 1/13 iulie 1917      |
| Brigada 1 Infanterie  | Colonel Gheorghe Negruți                     | Colonel Mihail Obogeanu           |
| Brigada 2 Infanterie  | Colonel Scarlat Demetriade                   | Colonel Sava Dimitriu             |
| Brigada 3 Infanterie  | Colonel Sava Dimitriu                        | Colonel Traian Epure              |
| Brigada 4 Infanterie  | Colonel Ilie Antonescu                       | Colonel Bucur Bădescu             |
| Brigada 5 Infanterie  | Colonel Anton Brătășanu                      | Colonel Stan Constantinescu       |
| Brigada 6 Infanterie  | Colonel Ioan Lupescu                         | Colonel Alexandru Alexiu          |
| Brigada 7 Infanterie  | General de brigadă Emanoil Manolescu Mladian | Colonel Ștefan Panaitescu         |
| Brigada 8 Infanterie  | General de brigadă Grigore Simionescu        | Colonel Gheorghe Vlădescu         |
| Brigada 9 Infanterie  | Colonel Dumitru Popovici                     | Colonel Lascăr Caracaș            |
| Brigada 10 Infanterie | General de brigadă Aristide Razu             | Colonel Toma Lișcu                |
| Brigada 11 Infanterie | Colonel Petre Fotescu                        | Colonel Ioan Macri                |
| Brigada 12 Infanterie | General de brigadă Gheorghe Sănătescu        | Colonel Alexandru Stoenescu       |
| Brigada 13 Infanterie | Colonel Petre Velicu                         | Colonel Mihail Darvari            |
| Brigada 14 Infanterie | Colonel Octav Boian                          | Colonel Dumitru Colori            |
| Brigada 15 Infanterie | General de brigadă Nicolae Petala            | Colonel Gheorghe Liciu            |
| Brigada 16 Infanterie | Colonel Grigore Bunescu                      | Colonel Gheorghe Dabija           |
| Brigada 17 Infanterie | Colonel                                      | Colonel Stan Poetaș               |
| Brigada 18 Infanterie | Colonel Nicolae Mărășescu                    | Colonel Gheorghe Scărlătescu      |
| Brigada 19 Infanterie | Colonel Nicolae Mihăescu                     | Colonel Nicolae Mihăescu          |
| Brigada 20 Infanterie | Colonel Petre Popovăț                        | Colonel Constantin Șerbescu       |
| Brigada 21 Infanterie | Colonel Dumitru Cocorăscu                    | Colonel Alexandru Anastasiu       |
| Brigada 22 Infanterie | Colonel Ioan Anastasiu                       | Colonel Gheorghe Meleca           |
| Brigada 23 Infanterie | Colonel Dumitru Ștefănescu                   | Colonel Ștefan Ștefănescu         |
| Brigada 24 Infanterie | General de brigadă Dumitru Viișoreanu        | Colonel Gheorghe Damian           |
| Brigada 25 Infanterie | Colonel Gheorghe Topliceanu                  | Colonel Constantin Constantinescu |
| Brigada 26 Infanterie | Colonel Pavel Belinschi                      | Colonel Marin Nedeianu            |
| Brigada 27 Infanterie | General de brigadă Luca Vlădoianu            | Colonel Ioan Anastasiu            |
| Brigada 28 Infanterie | General de brigadă Claudian Floru Ionescu    | Colonel Constantin Neculcea       |
| Brigada 29 Infanterie | General de brigadă Constantin Savopol        | Colonel Dumitru Sachelarie        |
| Brigada 30 Infanterie | Colonel Gheorghe Anastasiu                   | Colonel Anton Gherăscu            |

Grăniceri
| Unitatea            | Comandant la 14/27 august 1916 | Comandant la 1/13 iulie 1917 |
| Brigada 1 Grăniceri | Colonel Matei Castriș          | Colonel Gheorghe Cantacuzino |

### Unități existente doar în anul 1916
| Unitatea              | Comandant la 14/27 august 1916       |
| Brigada 31 Infanterie | General de brigadă Dumitru Cristu    |
| Brigada 32 Infanterie | Colonel Alexandru Cratero            |
| Brigada 33 Infanterie | General de brigadă Panait Găiseanu   |
| Brigada 34 Infanterie | General de brigadă Dimitrie Lambru   |
| Brigada 35 Infanterie | Colonel Tiberiu Robescu              |
| Brigada 36 Infanterie | Colonel Cristodulo Georgescu         |
| Brigada 37 Infanterie | General de brigadă Constantin Petala |
| Brigada 38 Infanterie | Colonel Nicolae Rujinschi            |
| Brigada 39 Infanterie | Colonel Dumitru Drăgotescu           |
| Brigada 40 Infanterie | Colonel Ioan Tarnovschi              |
| Brigada 41 Infanterie | Colonel Alexandru Văitoianu          |
| Brigada 42 Infanterie | Colonel Dumitru Niculescu            |
| Brigada 1 Mixtă       | Colonel Gheorghe Scărlătescu         |
| Brigada 2 Mixtă       | General de brigadă Gheorghe Burghele |
| Brigada 3 Mixtă       | Colonel Grigore Lupan                |
| Brigada 4 Mixtă       | Colonel Dumitru Colori               |
| Brigada 5 Mixtă       | General de brigadă Gheorghe Boureanu |
| Brigada 6 Mixtă       | General de brigadă Ion Anastasiu     |

### Unități existente doar în anul 1918
| Unitatea           | Comandant ianuarie-mai 1918 | Comandant la 26 octombrie/9 noiembrie 1918 |
| Brigada 1 Vânători |                             | General de brigadă Dumitru Niculescu       |
| Brigada 2 Vânători |                             | Colonel Teodor Pirici                      |
| Brigada 3 Vânători |                             | General de brigadă Constantin Paulian      |
| Brigada 4 Vânători |                             | Colonel Dumitru Dumitriu                   |